# Punky Reggae Live
Punky Reggae Live – coroczna trasa koncertowa organizowana przez polski punkowy zespół Farben Lehre. Odbywa się ona od 2004.

## 2004
Trasa odbyła się pod nazwą Pankregeparty w dniach 26.02 – 27.03. Objęła 14 miast w Polsce.
Zespoły:
- Farben Lehre
- Proletaryat
- Habakuk

## 2005
Pierwsza trasa pod nazwą Punky Reggae live odbyła się w dniach 19.02 – 20.03. Objęła 17 miast w Polsce.
Zespoły:
- Farben Lehre
- Happysad
- Akurat

## 2006
Odbyła się w dniach 17.02 – 23.04. Objęła 30 miast w Polsce.
Zespoły:
- Farben Lehre
- Zabili Mi Żółwia
- Akurat
- Cała Góra Barwinków

## 2007
Trasa rozpoczęła się 16 lutego w Skarżysku-Kamiennej, a skończyła 22 kwietnia w Zielonej Górze. Objęła 27 polskich miast.
Zespoły:
- Farben Lehre
- Zabili Mi Żółwia
- Koniec Świata

Gościnnie wystąpili także Zmaza, The Bill, Radio Bagdad, Leniwiec, Lunatics, Voltaire, De Łindows, Anima Liberti, Meltdown, Clockwork Mind.

## 2008
Trasa rozpoczęła się 22.02.08 w Pszowie trwała od : 22.02 do : 27.04. Punky Reggae live objęło łącznie 28 Polskich miast.
Zespoły:
- Farben Lehre
- Koniec Świata
- Leniwiec

Gościnnie wystąpili także m.in. Anima Liberti, The Bill, Plebania, Radio Bagdad, Strajk, Zmaza, Progres, Prawda czy Voltaire

## 2009
Trasa rozpoczęła się 20.02.09 w Lubinie i trwała do 5.05. Trasa objęła 28 miast.
Zespoły:
- Farben Lehre
- TABU
- Leniwiec / The Bill

Gościnnie wystąpiły także: Acid Drinkers, Ananakofana, Bimber Poland, Chemical Garage, Enej, Etna, Fort Bs, Houba, Kontrkultura, Marians, Mordercy-P, Naaman, Neonovi, Pajujo, Radio Bagdad, Strajk, Zmaza.

## 2010
Trasa rozpoczęła się 19.02.10 w Pszowie i trwała do 18.04. Trasa objęła 26 miast.
Zespoły:
- Farben Lehre
- TABU
- Hurt

Gościnnie wystąpili także: Ananakofana, Cela nr 3, Chemical Garage, Clockwork Mind, Dritte Wahl, Fix Up, Fort BS, Gaga/Zielone Żabki, KSU, Leniwiec, Mordercy P, Neonovi, No Future, Pajujo, Progres, Raggafaya, Rotten Bark, Skankan, Sun Flowers, Zmaza.

## 2011
Trasa w tym roku została połączona z 25 leciem istnienia zespołu Farben Lehre i po raz pierwszy ruszyła w miesiącach jesiennych. Rozpoczęła się 16.09.11 w Żyradowie i trwać będzie do 27.11. obejmując 25 miast. Na prawie każdym z zaplanowanych koncertów zaprezentuje się inny zestaw wykonawców. 
Zespoły:
- Farben Lehre
- Akurat
- Ga-Ga
- The Analogs
- Jelonek
- TABU
- Enej
- Raggafaya
- Pajujo
- Bethel

Gościnnie wystąpią także: Leniwiec, Sandaless, Smola a Hrusky ze Słowacji, Qulturka, Jakoś to będzie, No Future, Pull the Wire, Zmaza, Oreggano, Silesian Sound System.